# Playa Del Lobero
Der Playa Del Lobero (spanisch für Strand der Robbenjäger) ist ein Strand am Ufer der Barclay Bay der Livingston-Insel im Archipel der Südlichen Shetlandinseln. Auf der Westseite des Kap Shirreff am nördlichen Ausläufer der Johannes-Paul-II.-Halbinsel liegt er zwischen dem Punta Las Torres im Norden und dem Punta Mann im Süden.
Chilenische Wissenschaftler der 42. Chilenischen Antarktisexpedition (1987–1988) benannten ihn, nachdem sie hier Überreste von Robbenjagden aus dem 19. Jahrhundert gefunden hatten.